# Makoto Ikeda
Makoto Ikeda (japanisch 池田 誠 Ikeda Makoto; * 8. Juli 1977 in der Präfektur Niigata) ist ein ehemaliger japanischer Fußballspieler.

## Karriere
Ikeda erlernte das Fußballspielen in der Schulmannschaft der Tokyo Gakkan Niigata High School. Seinen ersten Vertrag unterschrieb er bei den Albirex Niigata. Der Verein spielte in der zweithöchsten Liga des Landes, der J2 League. Ende 1999 beendete er seine Karriere als Fußballspieler.